# Camponotus hoelldobleri
Camponotus hoelldobleri is een mierensoort uit de onderfamilie van de schubmieren (Formicinae). De wetenschappelijke naam van de soort is voor het eerst geldig gepubliceerd in 1991 door Cagniant.